# Съюз на бесарабските българи в България
Съюзът на бесарабските българи в България е основан в края на 1918 г. с цел да поддържа националното единение на бесарабските българи в България и Южна Русия и да подпомага издигането на културното ниво на българите в Бесарабия. Закрит е на 22 октомври 1949 г.
Архивът му се съхранява във фонд 164К в Централен държавен архив. Той се състои от 24 архивни единици.